# Ucciani
Ucciani (en cors Auccià) és un municipi francès, situat a la regió de Còrsega, al departament de Còrsega del Sud. L'any 1999 tenia 389 habitants.

## Demografia
| 1962 | 1968 | 1975 | 1982 | 1990 | 1999 |
| ---- | ---- | ---- | ---- | ---- | ---- |
| 307  | 393  | 324  | 285  | 310  | 389  |

## Administració
| Període   | Identitat        | Partit | Qualitat |
| --------- | ---------------- | ------ | -------- |
| 2001-2008 | Joseph Pantaloni |        |          |
| 2008-     | Henri Franceschi |        |          |